# آیت بومهدی
آیت بومهدی (به عربی: أیت بومهدی) یک شهرداری در الجزایر است که در استان تیزی وزو واقع شده‌است.